# Valencia (ort i Colombia, Córdoba, lat 8,26, long -76,15)
Valencia är en ort i Colombia.   Den ligger i departementet Córdoba, i den nordvästra delen av landet, 500 km nordväst om huvudstaden Bogotá. Valencia ligger 62 meter över havet och antalet invånare är 10 652.
Terrängen runt Valencia är platt åt sydost, men åt nordväst är den kuperad. Runt Valencia är det ganska glesbefolkat, med 23 invånare per kvadratkilometer. Närmaste större samhälle är Tierralta, 13,6 km sydost om Valencia. Omgivningarna runt Valencia är en mosaik av jordbruksmark och naturlig växtlighet.